# Eccellenza Marche 2003-2004
Il campionato italiano di calcio di Eccellenza regionale 2003-2004 è stato il tredicesimo organizzato in Italia. Rappresenta il sesto livello del calcio italiano.
Questi sono i gironi organizzati dal Comitato Regionale Marche.

## Squadre partecipanti
| Squadra                          | Città (provincia)        |
| -------------------------------- | ------------------------ |
| U.S. Caldarola A.P.D.            | Caldarola (MC)           |
| A.S.D. Camerino Calcio           | Camerino (MC)            |
| U.S. Castelfrettese              | Falconara Marittima (AN) |
| A.S.D. Centobuchi                | Monteprandone (AP)       |
| U.S. Falco Acqualagna            | Acqualagna (PU)          |
| Pol. Forsempronese               | Fossombrone (PU)         |
| S.S. J.R.V.S. Ascoli             | Ascoli Piceno (AP)       |
| U.S. Lucrezia Calcio 1966        | Cartoceto (PU)           |
| A.C. Mondolfo                    | Mondolfo (PU)            |
| U.S. Montegiorgese               | Montegiorgio (AP)        |
| A.S. Nuova Jesi Calcio           | Jesi (AN)                |
| U.S. Pergolese                   | Pergola (Italia) (PU)    |
| A.S.D. Calcio Porto Sant'Elpidio | Porto Sant'Elpidio (AP)  |
| A.C. Real Vallesina              | Moie (AN)                |
| U.S. Recanatese                  | Recanati (MC)            |
| U.S. Urbisalviense               | Urbisaglia (MC)          |

## Aggiornamenti
Nessuna squadra era stata retrocessa dalla Serie D, quindi furono cinque matricole a completare i ranghi: tra queste il Camerino ritornava nel massimo palcoscenico regionale dopo 2 stagioni di assenza mentre nuova linfa era data dalle debuttanti Caldarola, Falco Acqualagna, Juventina Ragazzi di Via Salaria Ascoli e Mondolfo.
Il torneo vide il successo finale della Pergolese che salì in Serie D. I playoff regionali scatenarono sorprese e polemiche: Montegiorgio e Jesina vennero spazzate via dalle peggio piazzate Urbisalviense e Centobuchi. Gli arancioblu, arrivati a 12 lunghezze dal secondo posto, vinsero gli spareggi regionali ma non riuscirono a prevalere in quelli nazionali. In fondo alla graduatoria la classifica corta sfavorì la Forsempronese che retrocedette all'ultimo posto pur totalizzando 31 punti. Castelfrettese e Recanatese non riuscirono ad avere la meglio nei playout e finirono in Promozione mentre il Lucrezia per la quarta volta su quattro riusciva a spuntarla nelle sfide salvezza.

## Classifica finale
|  | Pos. | Squadra            | Pt | G  | V  | N  | P  | GF | GS | DR  |
|  | ---- | ------------------ | -- | -- | -- | -- | -- | -- | -- | --- |
|  | 1.   | Pergolese          | 63 | 30 | 18 | 9  | 3  | 50 | 25 | +25 |
|  | 2.   | Montegiorgese      | 57 | 30 | 17 | 6  | 7  | 53 | 33 | +20 |
|  | 3.   | Nuova Jesi         | 52 | 30 | 15 | 7  | 8  | 42 | 31 | +11 |
|  | 4.   | Urbisalviense      | 45 | 30 | 11 | 12 | 7  | 28 | 22 | +6  |
|  | 5.   | Centobuchi         | 43 | 30 | 11 | 10 | 9  | 29 | 29 | 0   |
|  | 6.   | Real Vallesina     | 39 | 30 | 10 | 9  | 11 | 31 | 31 | 0   |
|  | 7.   | Mondolfo           | 37 | 30 | 9  | 10 | 11 | 29 | 29 | 0   |
|  | 8.   | Camerino           | 37 | 30 | 8  | 13 | 9  | 32 | 41 | -9  |
|  | 9.   | Porto Sant'Elpidio | 36 | 30 | 6  | 18 | 6  | 38 | 41 | -3  |
|  | 10.  | Caldarola          | 36 | 30 | 10 | 6  | 14 | 27 | 31 | -4  |
|  | 11.  | J.R.V.S. Ascoli    | 35 | 30 | 9  | 8  | 13 | 36 | 43 | -7  |
|  | 12.  | Lucrezia           | 34 | 30 | 8  | 10 | 12 | 29 | 36 | -7  |
|  | 13.  | Falco Acqualagna   | 34 | 30 | 8  | 10 | 12 | 29 | 38 | -9  |
|  | 14.  | Recanatese         | 32 | 30 | 7  | 11 | 12 | 32 | 39 | -7  |
|  | 15.  | Castelfrettese     | 32 | 30 | 9  | 5  | 16 | 35 | 47 | -12 |
|  | 16.  | Forsempronese      | 31 | 30 | 7  | 10 | 13 | 29 | 33 | -4  |

## Spareggi

### Play-off

#### Semifinali
| Squadra 1     | Totale | Squadra 2     | Andata | Ritorno |
| ------------- | ------ | ------------- | ------ | ------- |
| Centobuchi    | 3 - 1  | Montegiorgese | 3 - 1  | 0 - 0   |
| Urbisalviense | 7 - 1  | Jesi          | 5 - 0  | 2 - 1   |

##### Andata
| ??? 2004 | Centobuchi | 3 – 1 | Montegiorgese |  |

| ??? 2004 | Urbisalviense | 5 – 0 | Jesi |  |

##### Ritorno
| ??? 2004 | Montegiorgese | 0 – 0 | Centobuchi |  |

| ??? 2004 | Jesi | 1 – 2 | Urbisalviense |  |

#### Finale
| Squadra 1     | Risultato | Squadra 2  |
| ------------- | --------- | ---------- |
| Urbisalviense | 0 - 0     | Centobuchi |

| ??? 2004 | Urbisalviense | 0 – 0 | Centobuchi |  |

### Play-out
| Squadra 1      | Totale | Squadra 2        | Andata | Ritorno |
| -------------- | ------ | ---------------- | ------ | ------- |
| Castelfrettese | 2 - 3  | Lucrezia         | 1 - 2  | 1 - 1   |
| Recanatese     | 1 - 5  | Falco Acqualagna | 1 - 1  | 0 - 4   |

#### Andata
| ??? 2004 | Castelfrettese | 1 – 2 | Lucrezia |  |

| ??? 2004 | Recanatese | 1 – 1 | Falco Acqualagna |  |

#### Ritorno
| ??? 2004 | Lucrezia | 1 – 1 | Castelfrettese |  |

| ??? 2004 | Falco Acqualagna | 4 – 0 | Recanatese |  |